# Kampong Ayer
Kampong Ayer (chữ Mã Lai : Kampung Air, chữ Anh : water village, nghĩa là làng nổi trên sông), hoặc gọi là làng nổi Brunei, là một khu vực nằm ở Bandar Seri Begawan - thủ đô của Brunei, phạm vi của nó ở sát gần vịnh Brunei, làng này có 39.000 cư dân, chiếm khoảng 10% dân số cả nước, tuyệt đại đa số cư dân là người Mã Lai, tôn sùng tín ngưỡng Hồi giáo. Khi sông Brunei chảy qua bên cạnh khu đô thị của thành phố Bandar Seri Begawan, hình thành một khuỷu sông có mặt nước rộng lớn, trên mặt nước rộng lớn này có một trại làng trên sông có diện tích khoảng 2,6 kilômét vuông, là một trong những làng nổi truyền thống lớn nhất trên thế giới. Tất cả công trình kiến trúc trong làng nổi đều xây dựng ven sông Brunei.
Cư dân của làng nổi Brunei phần lớn là cư dân có thu nhập vừa và thấp. Phần lớn cư dân thành niên làm việc cho chính phủ. An ninh của làng nổi khá tốt, cư dân cũng khá thân thiện với du khách nước ngoài.
Ngoài nhà ở bên trong làng ra, còn có các cơ quan công cộng như trường học, nhà thờ Hồi giáo, bưu cục, đội phòng cháy chữa cháy, trạm y tế và uỷ ban, hình thành một cộng đồng trên sông tương đối đặc thù, trở thành một trong những điểm tham quan nổi tiếng của Brunei, du khách có thể đi vào trong nhà cư dân làng nổi để cảm nhận cuộc sống hằng ngày của họ. Nó đã trở thành một trong những nơi ắt phải ghé qua của du khách nước ngoài, cũng là một trong những chủ đề sáng tác trọng yếu của hoạ sĩ và nhiếp ảnh gia địa phương.
Phương tiện giao thông chủ yếu của làng nổi là một loại xuồng cao tốc tự chế bằng gỗ, dài hơn 5 mét, rộng hơn 1 mét, lúc xuyên qua các trụ cầu cũng không giảm tốc, khiến cho du khách kinh hãi, nhưng cư dân của làng nổi từ lâu đã quen.

## Tóm tắt

### Lịch sử làng nổi

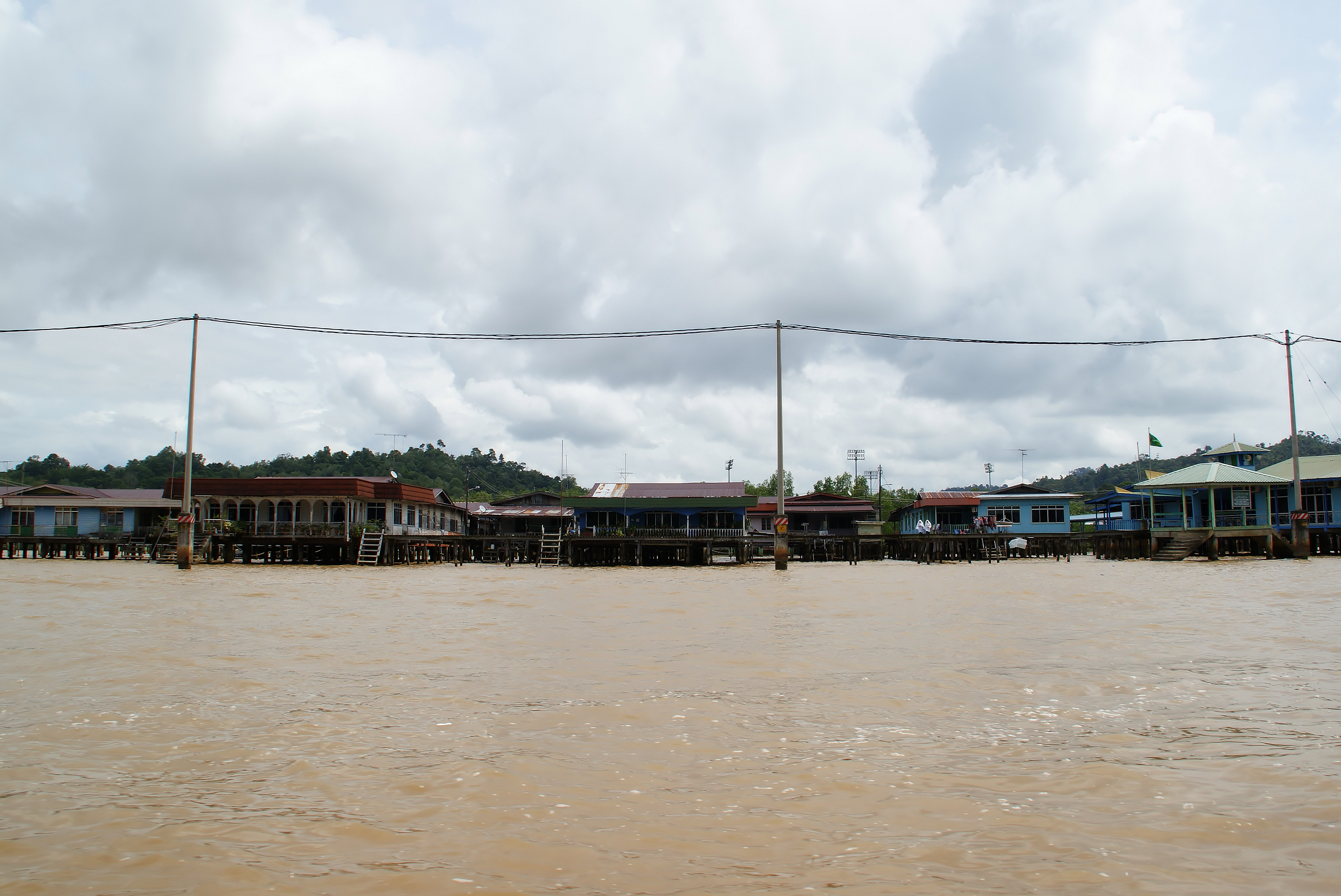
Kampong Ayer

Làng nổi Kampong Ayer được hình thành từ 42 ấp xây dựng bằng cọc gỗ, cả làng có hơn 30.000 cư dân cư trú tại đây, là làng nổi trên sông lớn nhất trên thế giới. Tổng chiều dài đường lát ván làm bằng cọc gỗ có thể đi lại được của cả làng khoảng chừng 29.140 mét, nó đem 4.200 hộ gia đình, nhà nguyện, nhà hàng, tiệm tạp hoá, trường học và bệnh viện nối liền với nhau, đường bộ và đường lát ván của cả làng có chiều dài 36 kilômét.

Những cọc gỗ hoặc cọc xi-măng nhô cao đứng trên sông, mặt phía trên là một ngôi nhà sàn, một chiếc xuồng cao tốc chở cư dân qua lại lái nhanh như bay, một phụ nữ đang đem khăn trải giường phơi trên bệ cửa sổ, ba công nhân đang thay nóc nhà của một ngôi nhà sàn, nếu không nhìn tận mắt, bạn không thể tin rằng, "Venezia phương đông" - làng nổi Brunei vẫn bừng bừng sức sống, có lịch sử hơn 1.300 năm ở thời nay.

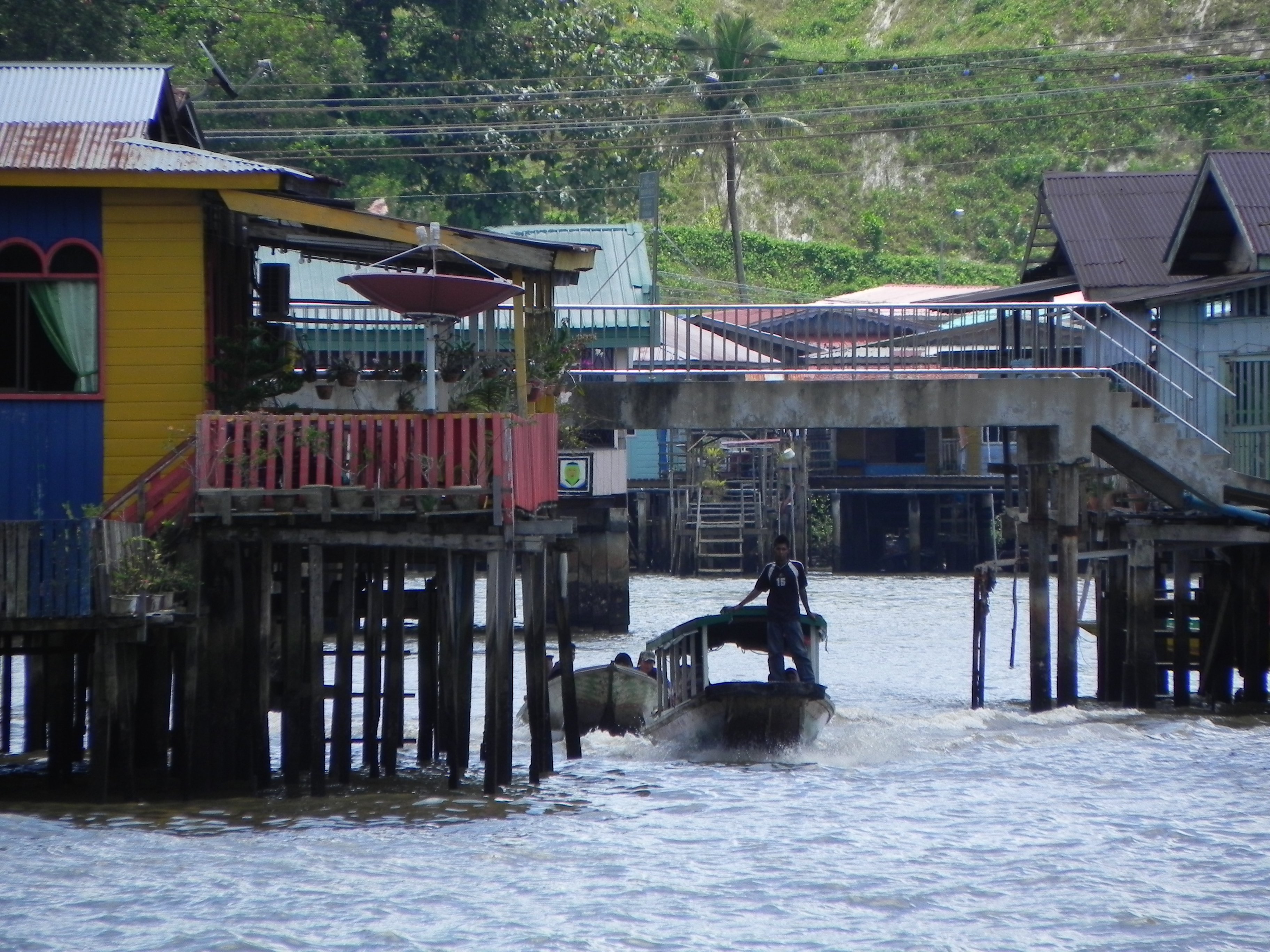
Nhà và xuồng ở Kampong Ayer

Phương tiện giao thông chủ yếu nhất của chỗ này là "taxi trên nước", thông thường là xuồng truyền thống ghép bằng ván gỗ lại với nhau, để đưa đón cư dân của cả làng nổi. Mặc dù cả làng nhìn giống như khu ổ chuột, nhưng mỗi nhà đều được cấp điện đầy đủ, để vận hành máy lạnh, truyền hình vệ tinh và hệ thống Internet. Một bộ phận cư dân có chăn nuôi động vật hoặc trồng trọt cây nông nghiệp trong phạm vi nhỏ ở trong nhà của mình.
Nhà thám hiểm châu Âu vào thời kì Phục hưng Antonio Pigafetta đến chỗ này vào năm 1521, đem nó ví von là  "Venezia phương đông". Vùng đất này có thể nói là huyết mạch giao thông của Brunei, theo giáo sư của Đại học Brunei Darussalam chỉ ra, Kampong Ayer là làng nổi trên sông lớn nhất cả Borneo thậm chí cả Đông Nam Á, cũng là trung tâm thương mại giữa Brunei và Borneo về phương diện lịch sử.

### Nơi phát nguyên Nhà nước Brunei
Hoá ra, hàng nghìn năm trước, khắp nơi Brunei là rừng nguyên sinh, có rất nhiều thú rừng, sâu bọ và rắn rết, vì mục đích an toàn, người Brunei nghĩ ra chủ ý xây dựng nhà cửa trên sông, lợi dụng cây đước mọc ven sông mà xây dựng nhà ở dễ như trở bàn tay, đã hình thành làng nổi trên sông sớm nhất. Mấy vị quốc vương Brunei đầu tiên đã trải qua một kiếp người ở đây, sau khi chết mới chôn cất trên đất liền, do đó làng nổi được người Brunei coi là nơi phát nguyên của vương quốc. Đến niên đại 40 thế kỉ XX, nhà cửa của làng nổi bắt đầu thay đổi dùng vật liệu mới. Lúc đầu dùng cây gỗ làm trụ, dễ mục nát, bây giờ đại đa số nhà ở đều dùng trụ xi-măng làm nền móng, nóc nhà cũng bắt đầu sử dụng vật liệu kim loại như tôn.
Khoảng năm 1956, làng nổi bắt đầu thông lưới điện. Nước sinh hoạt và khí thiên nhiên dùng nấu ăn được cung cấp từ đường ống liên thông trên đất liền. Đi vào nhà của người trong làng, bạn sẽ lấy làm lạ về sự hiện đại hoá của các đồ vật trong nhà : nhiều loại thiết bị gia dụng, ghế sofa, thảm trải trên nền nhà, giấy dán tường,... Nếu bạn không đến nhìn ra ngoài cửa sổ, có lẽ sẽ quên rằng dưới chân cách một tấm ván chính là dòng sông.
Trước đây, dân làng đều đem rác thải trực tiếp vứt xuống sông, dẫn đến chất lượng nước rất kém, ruồi muỗi tụ tập, sau này các bộ ban ngành chính phủ cử công nhân thu gom rác thải, dân làng không thể tuỳ ỳ vứt đồ xuống sông nữa. Hiện tại chất lượng nước đã tốt rất nhiều, từ xanh đậm trước đây biến thành xanh nhạt, trong lòng sông cũng xuất hiện trở lại các sinh vật như cá, cua thậm chí cá sấu. Tuy nhiên, nước thải cầu tiêu vẫn trực tiếp thông ra sông.